# Його особисте життя
«Його особисте життя» (англ. His Private Life) — американська короткометражна кінокомедія Роско Арбакла 1926 року.

## Сюжет
Реджі Хемінгуей — багатий брокер, який постійно знущається над своїм камердинером. Починається Перша світова війна і камердинера відразу вербують. Реджі йде в армію пізніше і на зборах, дізнається, що його камердинер тепер жорсткий сержант, який навчає новобранців.

## У ролях
- Лупіно Лейн — Реджі Хемінгуей
- Вірджинія Венс — його наречена
- Джордж Девіс — його камердинер
- Глен Кавендер — полковник
- Воллес Лупіно — кухар в армії